# Mikke Rasch
Mikke Emil Rasch (* 2005 in Köln) ist ein
deutscher Kinderdarsteller und Nachwuchsschauspieler in Film und Fernsehen.

## Leben und Karriere
Schon mit 11 Jahren spielte er in der Rolle als Matti im Kinofilm Wir sind die Flut mit. Seine erste Hauptrolle erhielt er 2016 in Die wilden Kerle 6 - Die Legende lebt als Matze. 2018 spielte er in Matti und Sami und die drei größten Fehler des Universums in der Hauptrolle des Matti.
Serienauftritte hatte er u.a. in Morden im Norden, Großstadtrevier, Notruf Hafenkante und in der Serie Die Pfefferkörner.
2025 wird Mikke Rasch im Polizeiruf 110: Sie sind unter uns in der Rolle als Jeremy Schratt zu sehen sein.
Mikke Rasch lebt in Hamburg.

## Filmografie (Auswahl)
- 2016: Wir sind die Flut
- 2016: Die wilden Kerle 6 - Die Legende lebt
- 2017: Atempause (Fernsehfilm)
- 2017: Morden im Norden (Fernsehserie, 1 Folge)
- 2018: Junas fantastische Reise (Fernsehserie)
- 2018: Matti & Sami und die drei größten Fehler des Universums
- 2019: Die Freundin meiner Mutter (Fernsehfilm)
- 2019: Großstadtrevier (Fernsehserie, 2 Folgen)
- 2019, 2025: Die Pfefferkörner (Fernsehserie, 2 Folgen)
- 2019: Notruf Hafenkante (Fernsehserie, 1 Folge)
- 2023: Melodies of Barking Dogs (Kurzfilm)